# Iskrîskivșciîna, Bilopillea
Iskrîskivșciîna (în ucraineană Іскрисківщина) este localitatea de reședință a comunei Iskrîskivșciîna din raionul Bilopillea, regiunea Sumî, Ucraina.

## Demografie
Componența lingvistică a localității Iskrîskivșciîna
     Ucraineană (93,19%)
     Rusă (6,19%)
Conform recensământului din 2001, majoritatea populației localității Iskrîskivșciîna era vorbitoare de ucraineană (93,19%), existând în minoritate și vorbitori de rusă (6,19%).